# 高砂站 (國鐵)
高砂站（日语：／ Takasagoeki */?）是位於兵庫縣高砂市高砂町鍛冶屋町，日本國有鐵道（國鐵）高砂線的鐵路車站（廢站）。

## 歷史
- 1914年（大正3年）9月25日：播丹鐵道（日语：播丹鉄道）車站啟用（一般車站）[1]。
- 1915年（大正4年）8月5日：三菱製紙高砂工場專用線竣工[2]。
- 1923年（大正12年）12月21日：播州鐵道轉讓給播丹鐵道。
- 1943年（昭和18年）6月1日：播丹鐵道線被國有化，成為鐵道省高砂線的車站[1]。
- 1970年（昭和45年）10月1日：結束行李起卸業務[1][3]。成為無人車站[4]。
- 1984年（昭和59年）
  - 1月5日：龜甲萬專用線結束使用[5]。從鐵路運輸變為貨車運輸[5]。
  - 2月1日：結束貨運業務（變為客運車站）[1]。同時，連接高砂港站的貨物支線也被廢除[1]。
  - 3月31日：完成撤走三菱製紙高砂工場專用線[6]。
  - 12月1日：隨著高砂線全線廢除，此站也被廢除[1]。

## 車站構造
此站為地面車站，設有1面1線的單式月台。此站設有職員當值，但是只會負責貨運業務，而客運車站方面為無人車站。除了鄰接月台的路軌外，此站設有5條側線。
在1970年（昭和45年）無人化後，木造站舍的售票處被圍封。當決定把高砂線廢除後，此站曾發行紀念車票，當時只於在車站入口處臨時發售紀念車票。
在站內北端設有路軌分支，向東前往高砂北口站，向西前往國鐵高砂工場方向。而該工場線連接東播磨港高砂地區的龜甲萬高砂工場、田熊播磨工場、黑崎播磨高砂不定形工場、三菱重工業高砂製作所和神戶製鋼所高砂製作所。另外在本線和工場線分支點附近，還有多一個分支線，連接三菱製紙高砂工場專用線。
在廢站後，鐵路設施被撤走，後來於遺址建設替代巴士服務的迴轉處。在遺址中央處設置了車輪和石碑。在該迴轉處原本設有「高砂南」巴士站，後來由於巴士路線走線遷移，巴士站也被遷移，使該迴轉處變成了一個堀頭路。

## 車站周邊
車站周邊較多住宅。
- 日本國有鐵道高砂工場（日语：日本国有鉄道高砂工場）
- 高砂神社（日语：高砂神社）
- 三菱製紙（日语：三菱製紙）高砂工場
- 兵庫縣立高砂南高等學校（日语：兵庫県立高砂南高等学校）
- 梅枝湯（日语：梅ヶ枝湯）

## 相鄰車站
日本國有鐵道（國鐵）
高砂線（本線）
高砂北口－高砂
高砂線（貨物支線）
高砂－（貨）高砂港

### 連接此站的專用線
- 田熊蒸氣罐製造專用線[7]
  - 專用者 田熊蒸氣罐製造株式會社播磨工場
  - 物流公司 日本通運
  - 作業距離 1.2 km
  - 總距離 0.6 km
  - 作業方法 日通機
- 播磨耐火煉瓦專用線[7]
  - 專用者 播磨耐火煉瓦株式會社
  - 物流公司 日本通運
  - 作業距離 1.2 km
  - 總距離 0.8 km
  - 作業方法 日通機
- 龜甲萬專用線[7]
  - 專用者 龜甲萬醫油株式會社關西工場
  - 物流公司 日本通運
  - 作業距離 1.9 km
  - 總距離 2.7 km
  - 作業方法 日通機
- 三菱製紙專用線[7]
  - 專用者 三菱製紙株式會社高砂工場
  - 物流公司 日本通運
  - 作業距離 0.5 km
  - 總距離 0.6 km
  - 作業方法 日通機
- 神戶製鋼所專用線[7]
  - 專用者 株式會社神戶製鋼所高砂工場
  - 物流公司 日本通運
  - 作業距離 2.5 km
  - 總距離 3.2 km
  - 作業方法 日通機
  - 備註 從國鐵高砂工場線分支
- 三菱重工業專用線[7]
  - 專用者 三菱重工業株式会社高砂製作所
  - 物流公司 日本通運
  - 作業距離 1.1 km
  - 總距離 1.4 km
  - 作業方法 日通機
  - 備註 從國鐵高砂工場線分支

## 注腳
1. 1 2 3 4 5 6 7 8  石野哲 (编).  初版. JTB. 1998-10-01: 242. ISBN 978-4-533-02980-6 （日语）.
2. ↑  三菱製紙 1999，第227頁.
3. ↑  . 官報. 1970-09-28 （日语）.
4. ↑  . 鐵道公報 (日本國有鐵道總裁室文書課). 1970-09-28: 16 （日语）.
5. 1 2  キッコーマン 2000，第699頁.
6. ↑  三菱製紙 1999，第264頁.
7. 1 2 3 4 5 6  名取紀之、滝澤隆久 (编). . Neko mook 12. Neko出版. 2003-09. 228頁（専用線一覧表のページ）. ISBN 4-7770-0048-6 （日语）.

## 相關項目
- 日本鐵路車站列表 Ta
- 高砂站 (兵庫縣) - 位於高砂市的山陽電氣鐵道本線車站。在1991年（平成3年）從「電鐵高砂站」改名而成。